# Хип Линкчейн
Хип Линкчейн (англ. Hip Linkchain, настоящее имя Вилли Ричард (англ. Willie Richard); 10 ноября 1936, Джексон, Миссисипи, США  — 13 февраля 1989, Чикаго, Иллинойс, США) — американский блюзовый гитарист, вокалист и автор песен. Номинант Blues Music Awards в номинации «Альбом современного блюза» (1988). 

## Биография
Вилли Ричард родился в Джексоне, Миссисипа. Его сценический псевдоним был взят из уважения к прозвищу его отца, Линкчейну (рус. Звено цепи), которое было связано с его привычкой носить на шее цепи от бензопилы, совмещённому
с детским прозвищем самого музыканта мальчика, Хипстик.  Отец и старший брат Джесси оба играли блюз. Рос в Луисе, работал на плантациях, собирая хлопок. В 1954 году вместе с семьёй переехал в Чикаго.
Он вдохновился блюзом, слушая Сонни Боя Уильямсона, Элмора Джеймса и Литтл Милтона — тех больших блюзменов, что были тогда доступны в Миссисипи до переезда не север. После переезда он смог найти постоянную работу в клубах Чикаго, часто выступая с харперами Лестером Дэйвенпортом, Дасти Брауном и Литтл Вилли Фостером. В 1959 году он сформировал собственную группу The Chicago Twisters. Много выступая в клубах, в течение 1960—1970 он записывался лишь спорадически, на небольших лейблах, и большинство его синглов вышли в 1960-е. Лишь в 1983 году он смог выпустить свой дебютный альбом Change My Blues с Пайнтопом Перкинсом на фортепиано. 
Наиболее известным его альбомом стал Airbusters, выпущенный голландской фирмой Black Magic в 1988 году незадолго до смерти музыканта и перевыпущенный Evidence Records в 1993 году. Этот альбом претендовал на звание лучшего альбома современного блюза по версии Blues Music Awards в 1988 году. 
13 февраля 1989 года Хип Линкчейн умер в Чикаго от мезотелиомы.
«Линкчейн был одним из самых недооцененных гитаристов своего времени»…«Гитарист Хип Линкчейн умер от рака, прежде чем он успел избавиться от статуса чикагского блюзового подмастерья. С прекрасным альбомом Airbusters на голландском лейбле Black Magic, который он выпустил незадолго до своей смерти, Линкчейн возможно, сумел бы подняться на одну или две ступени в иерархии блюза города, если бы прожил дольше». 

## Дискография
| Год  | Название                                        | Лейбл              |
| ---- | ----------------------------------------------- | ------------------ |
| 1983 | Change My Blues                                 | Teardrop Records   |
| 1993 | Airbusters                                      | Evidence Records   |
| 1996 | I Am on My Way                                  | Storyville Records |
| 1999 | Jimmy and Hip Live! (вместе с Джимми Доукинсом) | Rumble Records     |
| 2007 | Westside Chicago Blues Guitar                   | P-Vine Records     |